# Улица Ленина (Элиста)
У́лица Ле́нина — главная улица Элисты. Основная транспортная артерия, связывающая западную, центральную и восточную части города. Улица Ленина является одной из наиболее оживлённых в городе. В домах по ней размещаются предприятия общепита, магазины различной направленности, государственные административные и культурные учреждения, офисы общественных организаций.

## Расположение и благоустройство

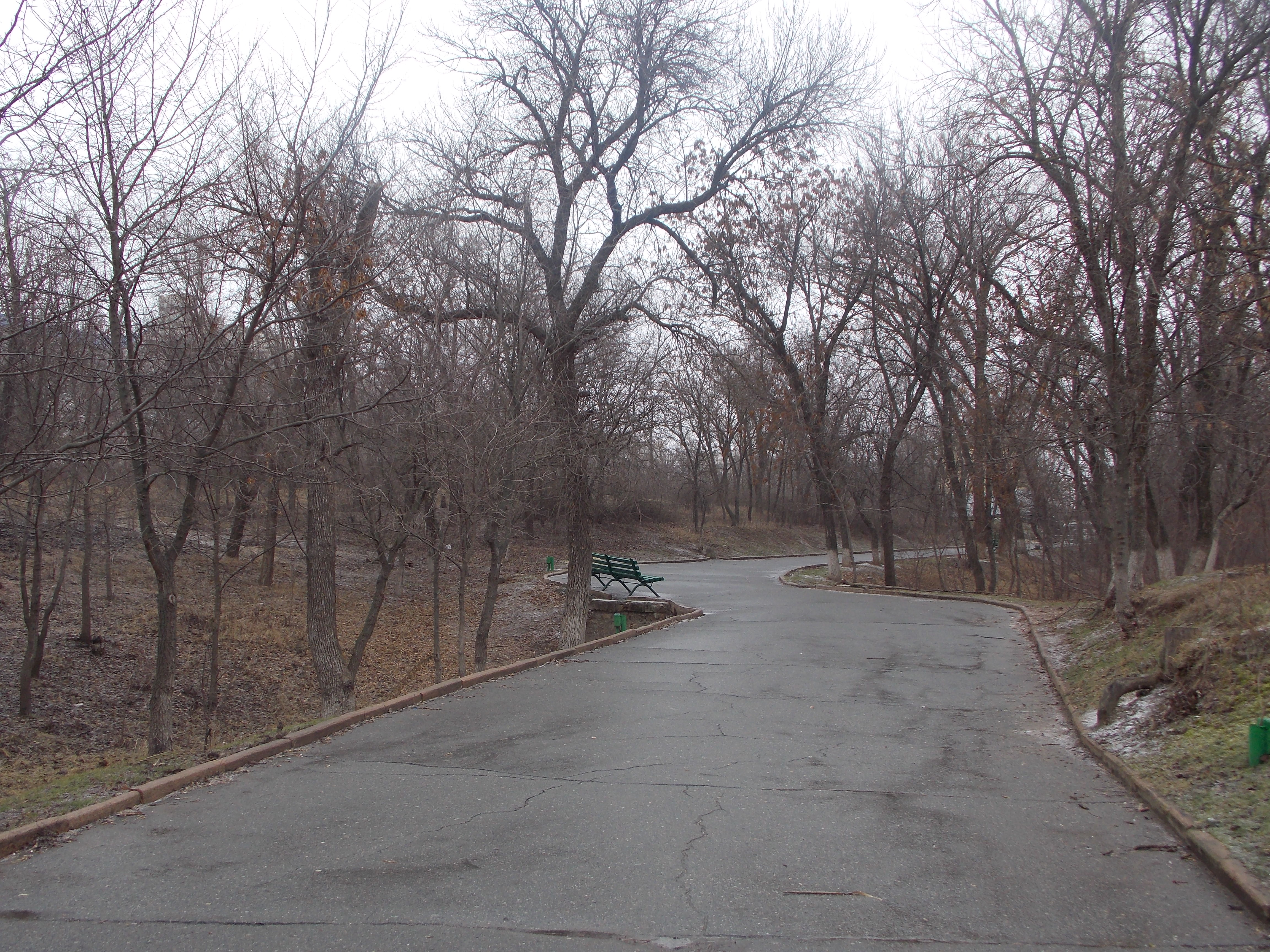
Парк Дружба

Улица Ленина пересекает большую часть города с запада на восток. Протяжённость улицы составляет более 9 километров, она берёт своё начало от перекрестка со Строительной улицей и заканчивается Т-образным перекрёстком с улицей Эсамбаева. Проезжая часть практически на всём протяжении улицы (от пересечения с Демьяновским переулком и до пересечения с проспектом Остапа Бендера) является четырёхполосной — по две полосы движения в каждую сторону.
На пересечении с улицей Пушкина расположена центральная площадь Элисты — площадь Ленина.
От начала и до пересечения с улицей Джангара улица Ленина пересекает районы преимущественно одноэтажной застройки. От улицы Джангара и до улицы Илюмжинова улица Ленина пересекает преимущественно районы средне- и многоэтажной (до 9 этажей) застройки. Далее улица пересекает территории бывшей Восточной промзоны города.
Нумерация осуществляется с запада на восток: по правой стороне улицы — чётные здания, по левой — нечётные (по правой стороне улицы от пересечения со Строительной улицей до пересечения с переулком Шар-Баргс нумерация осуществляется по въезду Ленина.
Практически на всём протяжении улица озеленена. По правой стороне улицы от пересечения с Физкультурным переулком и до улицы Номто Очирова раскинулся парк Дружба. Полоса зелёных насаждений продолжается сквером у Дома Правительства Республики Калмыкия. По левой стороне улицы от улицы Джангара и далее на восток до улицы Пюрбеева красная линия застройки отделена от проезжей части полосой зелёных насаждений. Небольшой сквер расположен у здания управления МЧС по Республике Калмыкия (улица Ленина, 349).

## Здания и достопримечательности

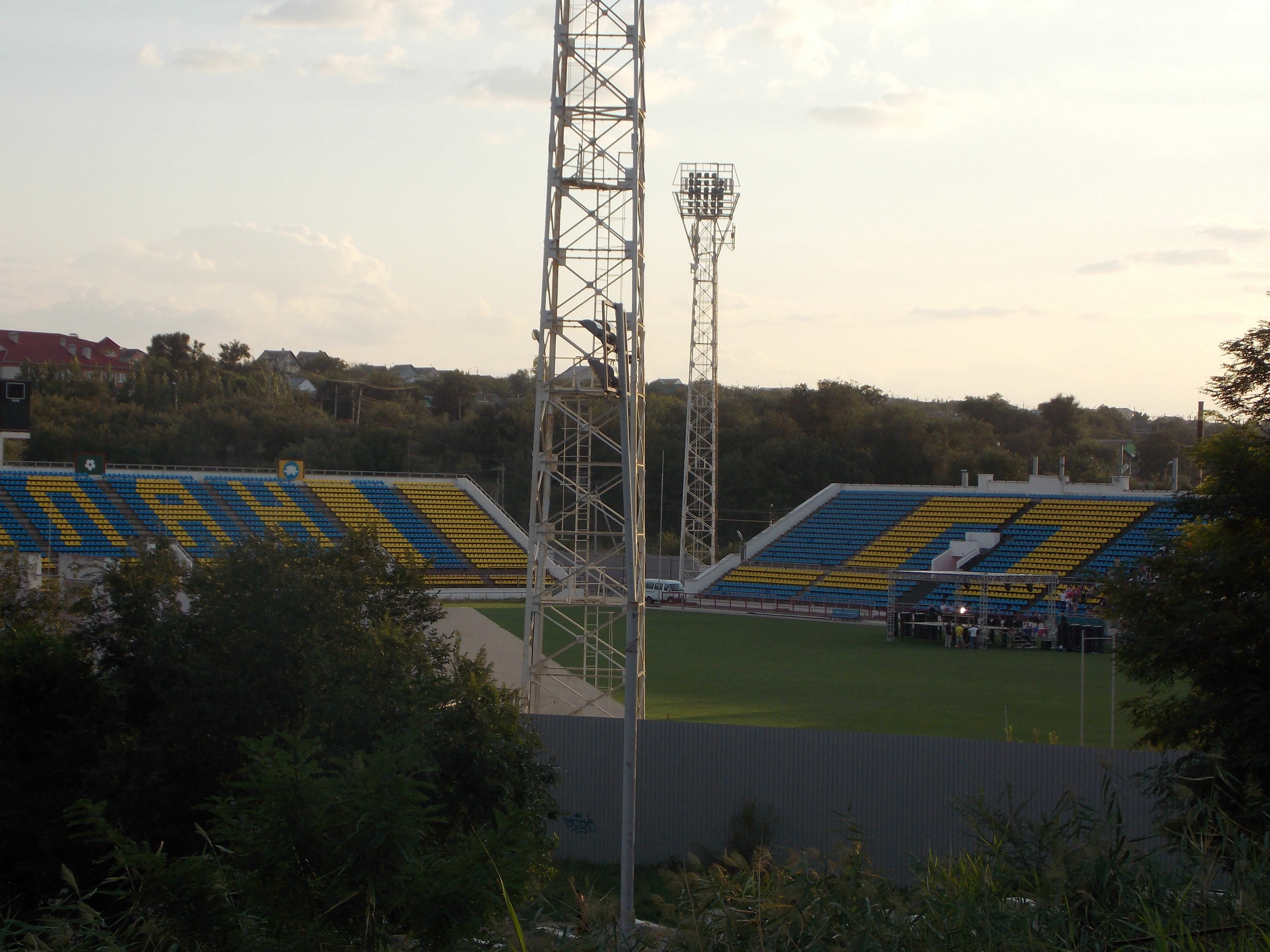
Стадион Уралан

### Чётная сторона
- стадион «Уралан» — центральный стадион города (улица Ленина, 218);

### Нечётная сторона
Красная школа (улица Ленина, 201 А)
Построена в 1907 году как здание улусной школы для мальчиков, одно из самых старых сохранившихся зданий города.
- памятник архитектуры (памятник местного значения)

Городская поликлиника (улица Ленина, 231). Здание построено в 1938 году. Автор здания — калмыцкий архитектор С. А. Хазыков.
- памятник архитектуры (федеральный)

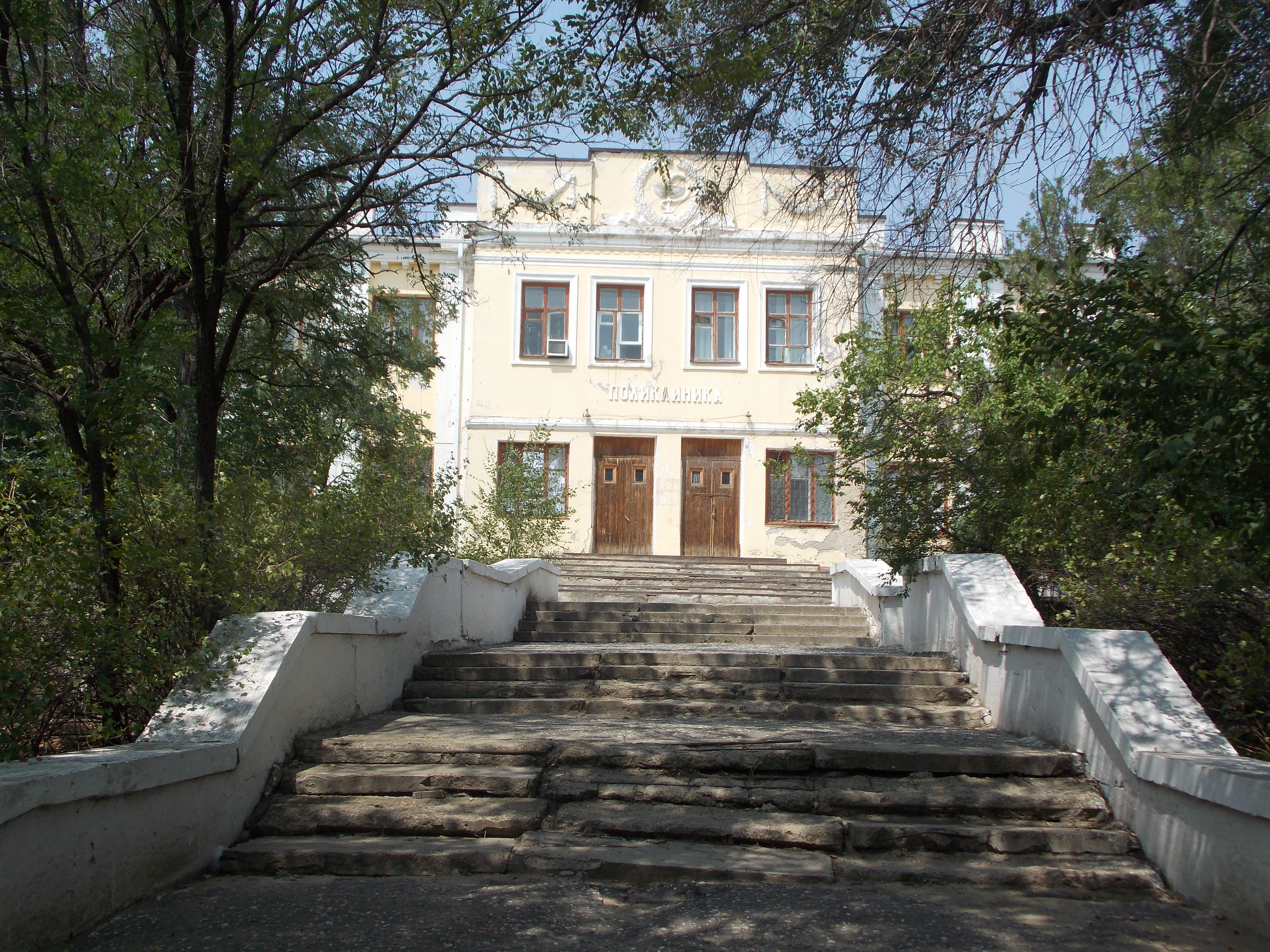
Городская поликлиника

Дом Советов (улица Пушкина, 11; расположен на пересечении улиц Ленина и Пушкина)
Построен 1928—1932 гг. по проекту архитекторов Ильи Голосова и Бориса Миттельмана как здание для областного калмыцкого комитета ВКП(б). Памятник архитектуры федерального значения. С 1974 года — памятник архитектуры. В настоящее время в здании располагается Первый корпус Калмыцкого университета.

## Галерея

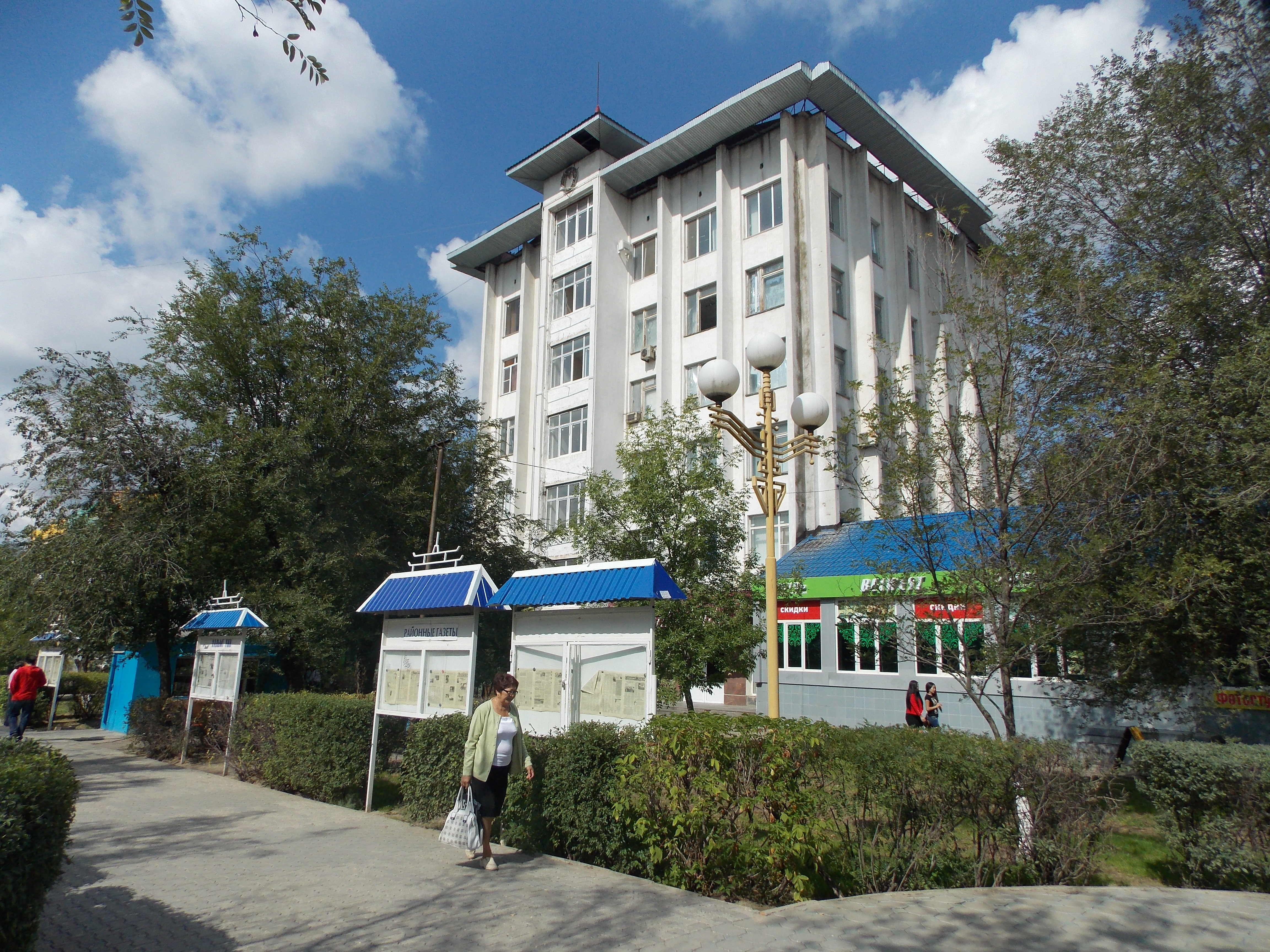
Дом печати (улица Ленина, 243)
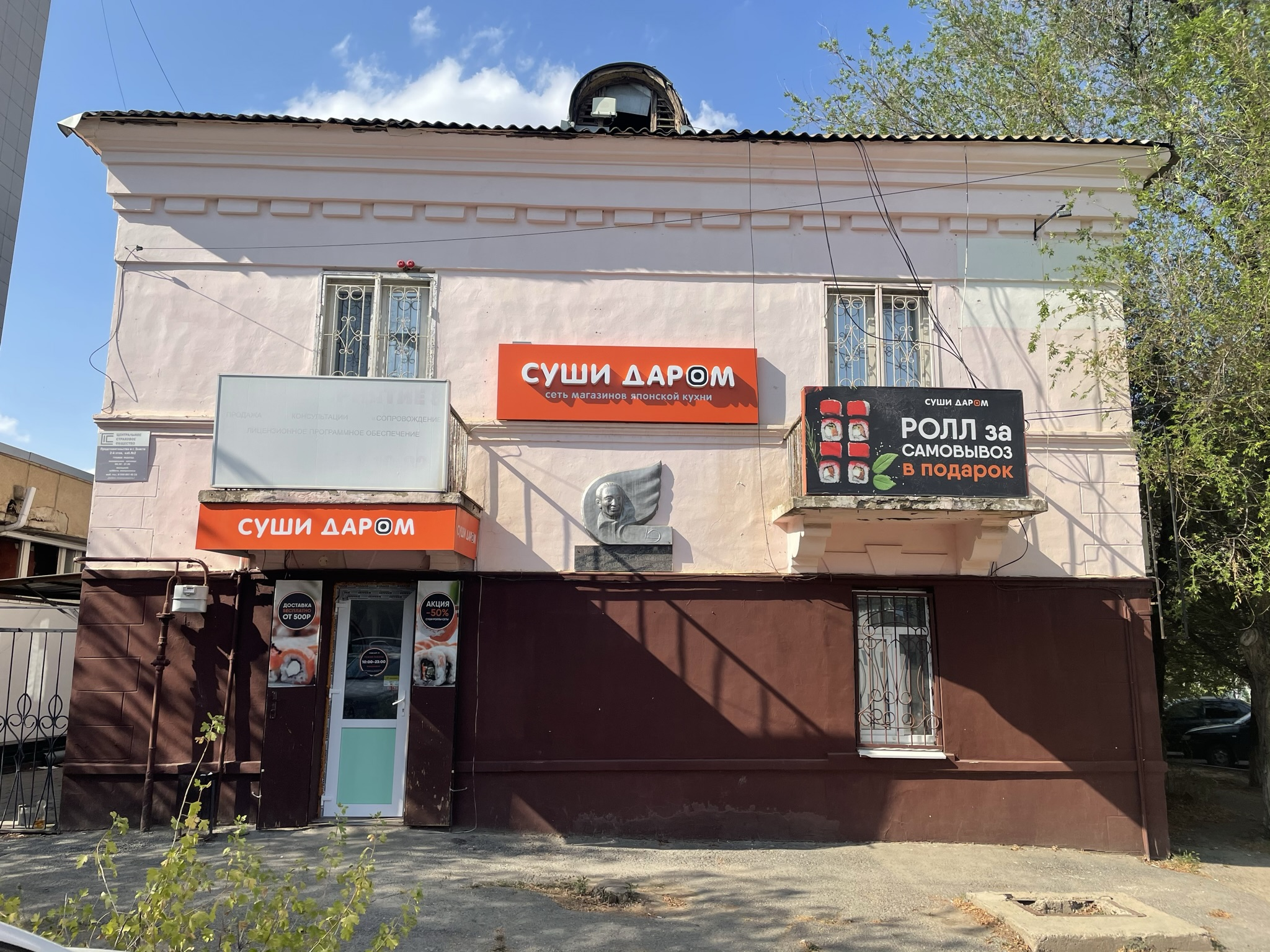
Дом 261
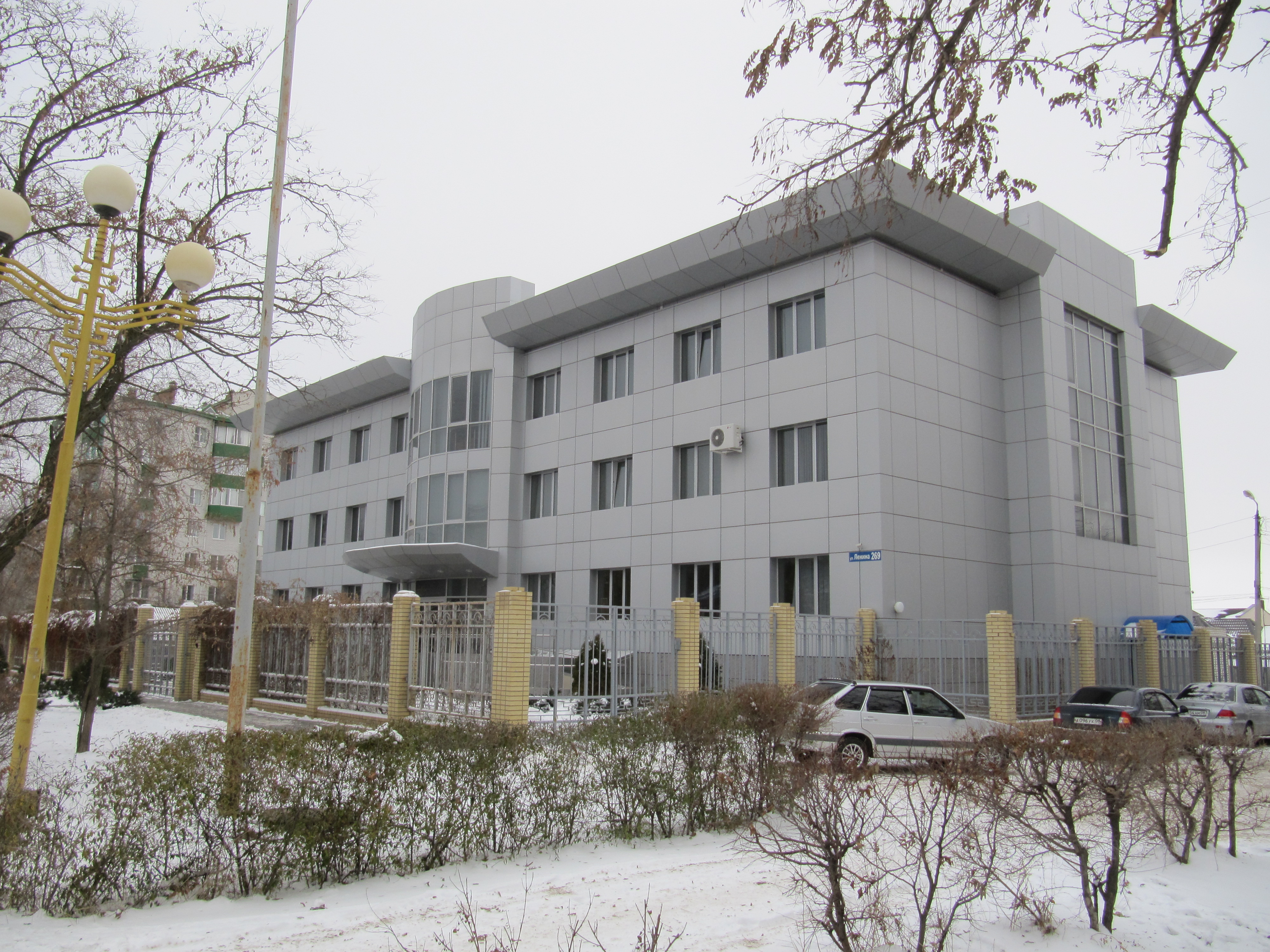
Городская прокуратура (Ленина, 269)
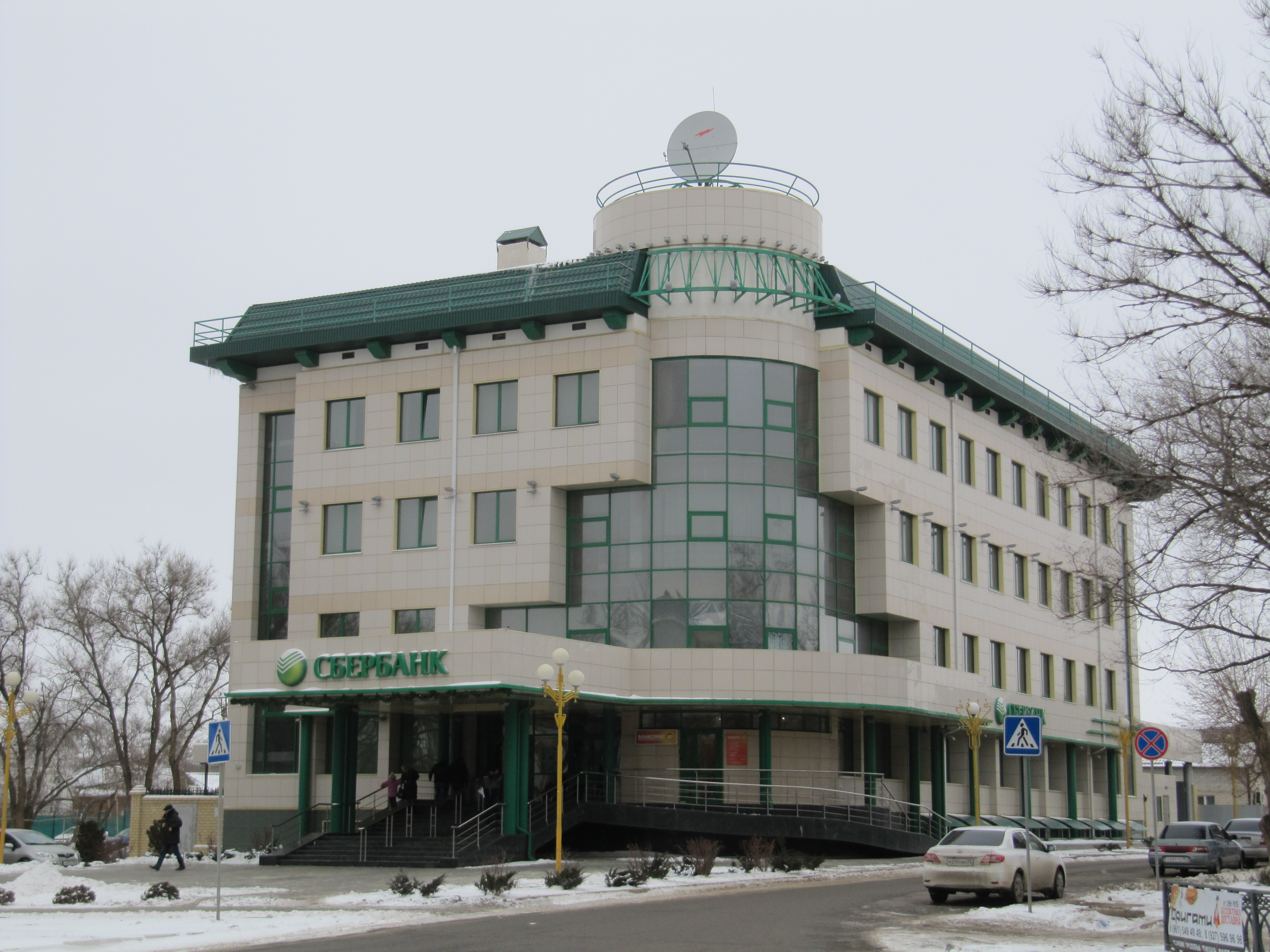
Сбербанк (Ленина, 305)
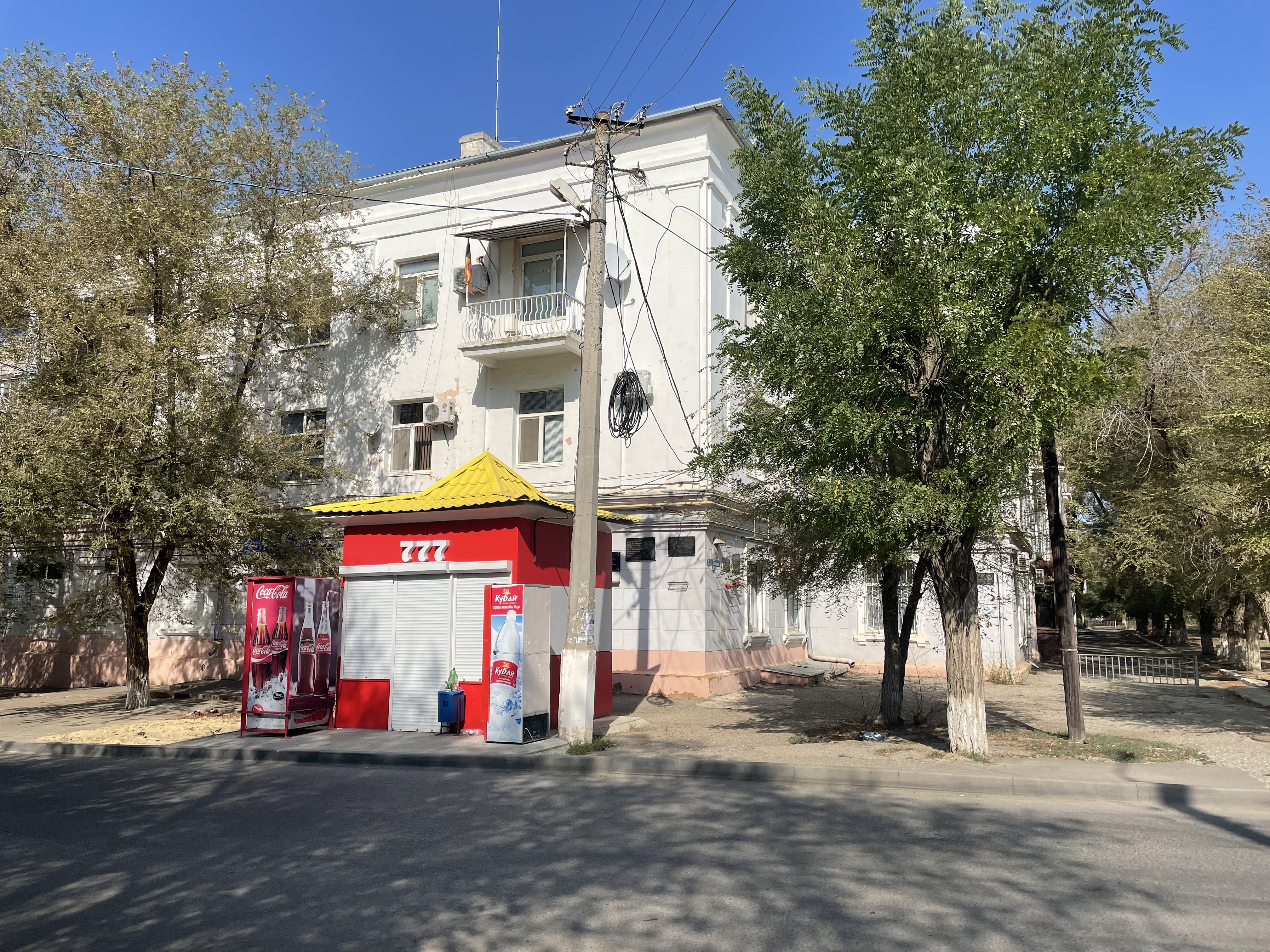
Жилой дом № 263/11 на углу улиц Ленина и Губаревича